# Soap (Melanie Martinez)
Soap è un singolo della cantante statunitense Melanie Martinez, pubblicato il 10 luglio 2015 come primo estratto dal primo album in studio Cry Baby.

## Antefatti e composizione
Il brano è stato presentato in anteprima esclusiva sul sito web della rivista ELLE il 10 luglio 2015. La canzone elettropop, indie pop e dream pop è stata pubblicata come secondo singolo dell'album di debutto di Melanie, Cry Baby.
Nell'intervista con ELLE, Melanie ha descritto la canzone:
Soap è presente nel film Nerve con Emma Roberts e Dave Franco.

## Video musicale
L'artista ha pubblicato sul suo canale due versioni del videoclip.
La prima versione del video è stata diretta dal alcuni amici di Martinez nella vasca da bagno della sua stanza d'hotel. Melanie è seduta in una vasca piena di acqua, sapone e bolle. Ha in mano una saponetta, è vestita con un abito bianco e un fiocco rosa chiaro. Ogni volta che canta "Tiptoe, trying to keep the water warm", muove le dita come se stessero camminando. Ad un certo punto nel video, Melanie tenta di soffocare se stessa. Alla fine, si immerge nella vasca e affonda.
La seconda è stata pubblicata il 18 novembre 2015, unita al video del suo brano Training Wheels. Nella parte di Soap del video, Cry Baby invita Johnny, il ragazzo che le piace, a casa sua. Prima di arrivare, Johnny fa il bagno. L'acqua si apre da sola, e poi le candele si spengono. Il televisore del bagno si accende e quando viene cantato il verso "getta un tostapane nella vasca da bagno", un tostapane viene fatto cadere nella vasca, fulminando Johnny. Poi, iniziano a comparire delle bolle, con Johnny che le fa scoppiare. Cry Baby appare quindi nella vasca da bagno, baciando Johnny poco dopo.

## Tracce
Download digitale
1. Soap – 3:29 (Melanie Martinez, Emily Warren, Kyle Shearer)

Download digitale – Soap Remixes
1. Soap (Steve James Remix) – 3:59
2. Soap (Gladiator Remix) – 3:07
3. Soap (Stooki Sound Remix) – 4:42
4. Soap (Luxxury Remix) – 6:38
5. Soap (Sailors Remix) – 3:41
6. Soap (Jerome Price Remix) – 4:48